# Rombicosidodecaedro trigiroide
En geometría, el rombicosidodecaedro trigiroide es uno de los sólidos de Johnson (J75).
Puede construirse a partir de un rombicosidodecaedro al que se fijan tres cúpulas pentagonales rotadas 36 grados.
Algunos sólidos de Johnson relacionados con este son:
- el rombicosidodecaedro giroide (J72), donde hay una cúpula rotada,
- el rombicosidodecaedro parabigiroide (J73), donde dos cúpulas opuestas están rotadas y
- el rombicosidodecaedro metabigiroide (J74), donde dos cúpulas no opuestas están rotadas.

Los 92 sólidos de Johnson fueron nombrados y descritos por Norman Johnson en 1966.